# Campionato internazionale gran turismo 1963
Il Campionato internazionale costruttori gran turismo 1963, la cui denominazione ufficiale è International Championship for GT Manufacturers , è stata la 4ª edizione del Campionato internazionale gran turismo.
Organizzato e regolamentato dalla Federazione Internazionale dell'Automobile, tramite la Commissione Sportiva Internazionale, per le vetture gran turismo senza limiti di cilindrata suddivise in tre divisioni per ognuna delle quali viene assegnato un titolo assoluto. Si aggiudicano i titoli la Fiat-Abarth per la Divisione I, la Porsche nella Divisione II, la Ferrari nella Divisione III.
Quattro prove del Campionato sono valide anche per il Challenge mondiale endurance.

## Regolamento
Titoli assoluti
Vengono assegnati tre titoli assoluti:
- Campionato internazionale costruttori gran turismo - Divisione I riservato ai costruttori di vetture GT1.
- Campionato internazionale costruttori gran turismo - Divisione II riservato ai costruttori di vetture gran turismo GT2.
- Campionato internazionale costruttori gran turismo - Divisione III riservato ai costruttori di vetture gran turismo GT3.

Altri titoli
Vengono inoltre assegnati titoli per tutte le sottodivisioni GT e per le 3 divisioni Sport:
- Divisione I - Serie 1 riservato ai costruttori di vetture GT1/1
- Divisione I - Serie 2 riservato ai costruttori di vetture GT1/2
- Divisione I - Serie 3 riservato ai costruttori di vetture GT1/3
- Divisione II - Serie 1 riservato ai costruttori di vetture GT2/1
- Divisione II - Serie 2 riservato ai costruttori di vetture GT2/2
- Divisione II - Serie 3 riservato ai costruttori di vetture GT2/3
- Divisione III - Serie 1 riservato ai costruttori di vetture GT3/1
- Divisione III - Serie 2 riservato ai costruttori di vetture GT3/2
- Divisione III - Serie 3 riservato ai costruttori di vetture GT3/3
- Trofeo internazionale prototipi GT entro 3.0 litri riservato ai costruttori di prototipi P3.0
- Trofeo internazionale prototipi GT oltre 3.0 litri riservato ai costruttori di prototipi P+3.0

In totale vengono assegnati 15 titoli .
Categorie
Al Campionato partecipano tre categorie di vetture raggruppate in divisioni e sottodivisioni in base alla cilindrata per un totale di 14 classi:
- Gran turismo: vetture prodotte in numero minimo di 100 esemplari all'anno senza limiti di cilindrata raggruppate in tre divisioni[2]:

GT1: vetture gran turismo divisione I con cilindrata entro 1.0 litri, ulteriormente raggruppate in tre sottodivisioni (GT1/1, GT1/2, GT1/3)
GT2: vetture gran turismo divisione II con cilindrata entro 2.0 litri, ulteriormente raggruppate in tre sottodivisioni (GT2/1, GT2/2, GT2/3)
GT3: vetture gran turismo divisione III con cilindrata oltre 2.0 litri, ulteriormente raggruppate in tre sottodivisioni (GT3/1, GT3/2, GT3/3)
- Sport: vetture biposto con carrozzeria aperta o chiusa e motori con cilindrata massima di 3 litri, progettate e costruite per le competizioni in un numero minimo di esemplari ma dotate degli equipaggiamenti per l'uso stradale, suddivise in classi secondo la cilindrata[2]

S1.0: vetture sport divisione I con cilindrata entro 1.0 litri
S2.0: vetture sport divisione II con cilindrata entro 2.0 litri
S3.0: vetture sport divisione III con cilindrata entro 3.0 litri
- Prototipi gran turismo: prototipi di vetture gran turismo con carrozzeria aperta o chiusa, senza un minimo di esemplari costruiti, senza limiti di cilindrata massima e suddivisi in classe[2]:

P3.0: prototipi con cilindrata massima entro 3.0 litri
P+3.0: prototipi con cilindrata massima oltre 3.0 litri
Calendario
Il calendario prevede 22 prove compresi 2 rally e 4 cronoscalate. La 12 Ore di Sebring, la Targa Florio, la 1000 km del Nürburgring e la 24 Ore di Le Mans sono prove valide anche per il Challenge mondiale endurance. La 3 Ore di Sebring, il Circuito del Garda, il Gran Premio GT Monza, la Coppa Città di Enna e la 500 km del Nürburgring sono gare riservate alle vetture gran turismo della divisione I.

## Costruttori
- Abarth-Simca
- Alfa Romeo
- Aston Martin
- Austin-Healey
- Chevrolet
- Ferrari
- Fiat-Abarth
- Jaguar

- Lancia
- MG
- Morgan
- Lotus
- Porsche
- Sunbeam
- TVR

## Risultati
Nella seguente tabella riassuntiva sono riportati i costruttori, le vetture e le relative classi di appartenenza, ed i piloti vincitori assoluti, oltre ai costruttori e le vetture prime classificate nelle singole divisioni gran turismo per le quali vengono assegnati i titoli assoluti.
| Nº | Data            | Gara                          | Costruttore  | Vettura       | Categoria    | Piloti                | Divisione I               | Divisione II      | Divisione III      | Note |
| -- | --------------- | ----------------------------- | ------------ | ------------- | ------------ | --------------------- | ------------------------- | ----------------- | ------------------ | ---- |
| 1  | 17 febbraio     | 3 Ore di Daytona              | Ferrari      | 250 GTO       | Gran turismo | Pedro Rodríguez       |                           | 356 B             | 250 GTO            |      |
| 2  | 22 marzo        | 3 Ore di Sebring              | Fiat-Abarth  | 1000 TC       | Gran turismo | Hans Herrmann         | Fiat-Abarth 1000 TC       |                   |                    |      |
| 3  | 23 marzo        | 12 Ore di Sebring             | Ferrari      | 250 P         | Prototipo    | Surtees- Scarfiotti   |                           | Porsche 356 B     | Ferrari 250 GTO    | 1    |
| 4  | 5 maggio        | Targa Florio                  | Porsche      | 718 GTR       | Prototipo    | Bonnier-Abate         |                           | Porsche 356 B     | Ferrari 250 GTO    | 1    |
| 5  | 12 maggio       | 500 Km di Spa                 | Ferrari      | 250 GTO       | Gran turismo | Willy Mairesse        |                           | Porsche 356 B     | Ferrari 250 GTO    |      |
| 6  | maggio          | Circuito del Garda            | Fiat-Abarth  | 1000 Bialbero | Gran turismo | Benedetto Guarini-Pam | Fiat-Abarth 1000 Bialbero |                   |                    |      |
| 7  | 19 maggio       | 1000 km del Nürburgring       | Ferrari      | 250 P         | Prototipo    | Surtees-Mairesse      |                           | Porsche 356 B     | Ferrari 250 GTO    | 1    |
| 8  | 2 giugno        | Cronoscalata della Consuma    | Ferrari      | 196 SP        | Sport        | Edoardo Lualdi        | Fiat-Abarth 1000 TC       | Porsche 1300      | Ferrari 250 GTO    |      |
| 9  | 9 giugno        | Cronoscalata di Rossfed       | Porsche      | 356 B         | Gran turismo | Edgar Barth           | Fiat-Abarth 1000 Berlina  | Porsche 356 B     |                    |      |
| 10 | 15-16 giugno    | 24 Ore di Le Mans             | Ferrari      | 250 P         | Prototipo    | Scarfiotti-Bandini    |                           | Lotus Elite       | Ferrari 250 GTO    | 1    |
| 11 | 29 giugno       | Gran Premio GT Monza          | Fiat-Abarth  | 1000 TC       | Gran turismo | Tiger                 | Fiat-Abarth 1000 TC       | Porsche 356 B     |                    |      |
| 12 | 3-7 luglio      | Rally di Wiesbaden            | Porsche      | 356 B         | Gran turismo | Wallrabenstein-Exner  | Fiat-Abarth 1000 Bialbero | Porsche 356 B     |                    |      |
| 13 | 7 luglio        | Trophée d'Auvergne            | Ferrari      | 250 TRI 61    | Prototipo    | Lorenzo Bandini       |                           | Porsche 356 B     | Ferrari 250 GTO    |      |
| 14 | 11 agosto       | Cronoscalata di Freiburg      | Porsche      | 718 WRS       | Prototipo    | Edgar Barth           | Fiat-Abarth 1000 Bialbero | Porsche 356 B     | Ferrari 250 GTO    |      |
| 15 | 18 agosto       | Coppa Città di Enna           | Fiat-Abarth  | 1000 TC       | Gran turismo | Tiger                 | Fiat-Abarth 1000 TC       |                   |                    |      |
| 16 | 24 agosto       | Tourist Trophy                | Ferrari      | 250 GTO       | Gran turismo | Graham Hill           |                           | Lotus Elite       | Ferrari 250 GTO    |      |
| 17 | 25 agosto       | Cronoscalata di Ollon-Villars | Porsche      | 718 WRS       | Prototipo    | Edgar Barth           | Fiat-Abarth 1000 TC       | Porsche 356 B     | Ferrari 250 GTO    |      |
| 18 | 1º settembre    | 500 km del Nürburgring        | Fiat-Abarth  | 850           | Prototipo    | PiletteHerrmann       | Fiat-Abarth 1000 TC       |                   |                    |      |
| 19 | 8 settembre     | Coppa Inter-Europa GT2        | Abarth-Simca | 1300 Bialbero | Gran turismo | Tommy Spychiger       |                           | Abarth-Simca 1300 |                    |      |
| 20 | 8 settembre     | Coppa Inter-Europa +GT2       | Aston Martin | DP214         | Gran turismo | Roy Salvadori         |                           |                   | Aston Martin DP214 |      |
| 21 | 14-22 settembre | Tour de France                | Ferrari      | 250 GTO       | Gran turismo | Guichet-Behra         | Alpine-Renault A110       | Alfa Romeo Giulia | Ferrari 250 GTO    |      |
| 22 | 14 settembre    | 500 km di Bridgehampton GT    | Shelby       | Cobra         | Gran turismo | Dan Gurney            |                           | Porsche 356 B     | Shelby Cobra       |      |

Note
1: Prova valida per il Challenge mondiale endurance.

## Classifiche

### Campionato internazionale costruttori gran turismo divisione I
- Fiat-Abarth

Divisione I - Serie 1 Fiat-Abarth
Divisione I - Serie 2 Fiat-Abarth
Divisione I - Serie 3 Fiat-Abarth

### Campionato internazionale costruttori gran turismo divisione II
- Porsche

Divisione II - Serie 1 Alfa Romeo
Divisione II - Serie 2 Porsche
Divisione II - Serie 3 Porsche

### Campionato internazionale costruttori gran turismo divisione III
- Ferrari

Divisione III - Serie 1 Triumph
Divisione III - Serie 2 Ferrari
Divisione III - Serie 3 Jaguar

### Trofeo internazionale prototipi gran turismo
Divisione I Ferrari
Divisione II Ferrari